# Термопомпа
Термопомпа е машина, принципът на работа на която се основава на „Обратния цикъл на Карно“. За сметка на извършената механична работа внесена отвън, се отнема топлина от по-студено тяло и се предава на по-топло тяло. Сама топлината никога няма да премине от по-малко нагрято тяло към тяло с по-висока температура. В това е и съдържанието на втория закон на термодинамиката.
Популярни примери за термопомпи са хладилниците и климатиците. Според вида на топлообменниците термопомпите биват въздух-въздух, въздух-вода, вода-земя и въздух-земя. Най-често използваните термопомпи са от типа въздух-въздух. Термопомпите обикновено могат да работят двупосочно (прехвърляйки топлина от първия топлообменник към втория или обратно), като по този начин те могат да затоплят или изстудяват средата, която трябва да се климатизира.

## Начин на работа
Ефективността на работа на термопомпата се описва с физичните величини, наречени хладилен коефициент и отоплителен коефициент.

### Хладилен коефициент
Това е отношението на количеството топлина получено от охладителя Q2, към изразходваната за това енергия Ацикъл. Означава се с гръцката буква ξ (кси). Съотношение на енергийната ефективност, EER (Energy Efficiency Ratio) е:
ξ = Q2/Aцикл
където:
Q2 е количеството топлина получена от охладителя;
Aцикл е изразходваната енергия внесена отвън.
Хладилният коефициент може да се изрази и чрез температурите на двете среди, т.нар. идеален хладилен коефициент:
ξ = T2/(T1-T2)
където:
Т1 е температурата на топлото тяло;
Т2 е температурата на студеното тяло.
Например, хладилна машина трябва да поддържа в хладилна камера −13 °C, а в помещението температурата е 20 °C, следователно Т2 = -13 °С (260 K), Т1 = 20 °C, то теоретичният хладилен коефициент на идеалната хладилна машина е:
ξид = 260 K/33 K ≅ 7,9
Този коефициент не е КПД, който не може да превишава единица, защото при процеса не се произвежда някаква енергия, а съществуващата вече енергия бива направлявана от по-хладното тяло към по-нагрятото тяло.

### Отоплителен коефициент
Показва колко пъти количеството топлина, отдавано от термопомпата, е повече от свършената за това работа или отношението на полученото в нагревателя количество топлина Q1 към изразходваната за това работа Ацикъл. Означава с гръцката буква ᴪ (пси). Коефициент на производителност COP (Coefficient of Performance) е:
ᴪ = Q1/Aцикъл
където:
Q1 е количеството топлина отдавана от термопомпата;
Ацикъл изразходваната енергия внесена отвън.
Отоплителният коефициент може да се изрази чрез температурата на двете среди, т.нар. идеален топлинен коефициент:
ᴪид = T1/(T1-T2)
където:
Т1 е температурата на топлото тяло;
Т2 е температурата на студеното тяло.
Например, на улицата температурата е 0 °C, Т2 = 0 °C (273 K). В стаята искаме да поддържаме 20 °C, Т1 = 20 °C (293 K), то теоретичният отоплителен коефициент на термопомпата е:
ᴪид = 293 K/20 K ≅ 14,7
Важно е да се отбележи, че тези коефициенти могат да се променят. Те зависят от външната температура и от температурата в помещението, производителността и за двата процеса може да се увеличи, като се намали температурната разлика между топлата и студената страна на машината.